# Euzygodon
Euzygodon là một chi rêu trong họ Orthotrichaceae.